# Миллер, Робин
Робин Чарльз Миллер (англ. Robyn Miller; род. 6 августа, 1966, Даллас, США) — сооснователь Cyan Worlds (изначально Cyan) вместе с братом Рэндом Миллером. После выпуска нескольких приключенческих «игр-миров» для детей, братья добились успеха с компьютерной игрой Myst, которая до сих пор остается самой продаваемой игрой 1990-х. Братья также сыграли в Myst главные роли: Робин в роли Сирруса и Рэнд в роли Акенара и Атруса.
После завершения Riven, сиквела Myst, проработав в течение десяти лет в индустрии компьютерных игр, Миллер покинул Cyan, чтобы заняться проектами, не связанными с играми. С этой целью Робин основал небольшую производственную компанию Land of Point.
Робин известен вкладом в области разработки и дизайна, особенно в области визуального дизайна — внешний вид миров Myst и Riven. Ричард Вандер Венде, содиректор и содизайнер Riven, также отвечал за искусство визуального языка этого мира.
Работая в Cyan, Робин написал саундтреки для Myst и Riven. Также он работал над музыкальным проектом «Амбо» с Китом Муром. Сын Робина Алекс Миллер также является активным музыкантом. Он выпустил композицию под названием «Rabbit and Poe» под лейблом PopGroupe.

## Дискография
Как композитор:
- Myst: Soundtrack (1995)
- Riven: Soundtrack (1998)

Как участник проекта Амбо:
- «1000 лет и 1 день» (2005)